# گردو ۸۶۴۹
سیارک ۸۶۴۹ (به انگلیسی: 8649 Juglans، نامگذاری:1989SS2) هشت هزار و ششصد و چهل و نهمین سیارک کشف شده‌است که در ۲۶ سپتامبر ۱۹۸۹ کشف شد.
قدر مطلق سیارک برابر ۱۵٫۲۰ است.